# Charles Toko
Charles Toko est une personnalité politique béninoise et promoteur d'un groupe de presse.

## Vie politique
De 2016 à 2020, Charles Toko dirige la commune de Parakou (troisième plus grande ville du Bénin, située dans le nord du pays), sous la bannière du Bloc Républicain. Il remplace Karim Souradjou,,,.

## Patron de presse
En 1998, Charles Toko créé le quotidien Le Matinal, l'un des premiers quotidiens privés créés sept années après la conférence nationale de février 1990. 
Le 1er août 2003, il lance Océan FM qui est une radio commerciale émettant à Cotonou,.